# U-126
O Unterseeboot 126 foi um submarino alemão que atuou durante a Segunda Guerra Mundial. O submarino foi afundado no dia 3 de Julho de 1943 a noroeste do Cabo Ortegal, Espanha, por cargas de profundidade lançadas de aeronaves britânicas Wellington (Sqdn. 172/R), causando a morte de todos os seus 55 tripulantes.

## Comandantes
| Comandante            | Período                                       |
| --------------------- | --------------------------------------------- |
| Kptlt. Ernst Bauer    | 22 de Março de 1941 - 28 de Fevereiro de 1943 |
| Oblt. Siegfried Kietz | 1 de Março de 1943 - 3 de Julho de 1943       |

## Carreira

### Subordinação
| 22 de Março de 1941 - 3 de Julho de 1943 | 2. Unterseebootsflottille |

### Patrulhas
|       | Comandante            | Partida     | Partida | Chegada     | Chegada  | Dias     | Toneladas   |
| ----- | --------------------- | ----------- | ------- | ----------- | -------- | -------- | ----------- |
| 1     | Kptlt. Ernst Bauer    | 5 Jul 1941  | Kiel    | 24 Ago 1941 | Lorient  | 51 dias  | 13,693      |
| 2     | Kptlt. Ernst Bauer    | 24 Set 1941 | Lorient | 13 Dez 1941 | Lorient  | 81 dias  | 24,316      |
| 3     | Kptlt. Ernst Bauer    | 2 Fev 1942  | Lorient | 29 Mar 1942 | Lorient  | 56 dias  | 48,862      |
| 4     | Kptlt. Ernst Bauer    | 25 Abr 1942 | Lorient | 25 Jul 1942 | Lorient  | 92 dias  | 48,907      |
| 5     | Kptlt. Ernst Bauer    | 19 Set 1942 | Lorient | 7 Jan 1943  | Lorient  | 111 dias | 14,536      |
| 6     | Oblt. Siegfried Kietz | 20 Mar 1943 | Lorient | 3 Jul 1943  | Afundado | 106 dias | 13,374      |
| Total | Total                 | Total       | Total   | Total       | Total    | 497 dias | 163 688 ton |

### Navios afundados e danificados
- 24 navios afundados num total de 111 564 GRT
- 1 navio de guerra afundado num total of 450 toneladas
- 5 navios danificados num total of 37 501 GRT
- 2 navios com perda total somando 14 173 GRT

| Data        | Comandante      | Nome da Embarcação            | Toneladas | Nacionalidade   |
| ----------- | --------------- | ----------------------------- | --------- | --------------- |
| 20 Jul 1941 | Ernst Bauer     | Canadian Star (danificado)    | 8,293     | britânico       |
| 27 Jul 1941 | Ernst Bauer     | Erato                         | 1,335     | britânico       |
| 27 Jul 1941 | Ernst Bauer     | Inga I                        | 1,304     | norueguês       |
| 4 Ago 1941  | Ernst Bauer     | Robert Max                    | 172       | britânico       |
| 14 Ago 1941 | Ernst Bauer     | Sud                           | 2,589     | ioguslavo       |
| 10 Out 1941 | Ernst Bauer     | HMS LCT-102 [Trans.]          | 450       | britânico       |
| 10 Out 1941 | Ernst Bauer     | Nailsea Manor                 | 4,926     | britânico       |
| 19 Out 1941 | Ernst Bauer     | Lehigh                        | 4,983     | norte-americano |
| 20 Out 1941 | Ernst Bauer     | British Mariner (perda total) | 6,996     | britânico       |
| 13 Nov 1941 | Ernst Bauer     | Peru                          | 6,961     | britânico       |
| 2 Mar 1942  | Ernst Bauer     | Gunny                         | 2,362     | noruguês        |
| 5 Mar 1942  | Ernst Bauer     | Mariana                       | 3,110     | norte-americano |
| 7 Mar 1942  | Ernst Bauer     | Barbara                       | 4,637     | norte-americano |
| 7 Mar 1942  | Ernst Bauer     | Cardonia                      | 5,104     | norte-americano |
| 8 Mar 1942  | Ernst Bauer     | Esso Bolivar (danificado)     | 10,389    | panamenho       |
| 9 Mar 1942  | Ernst Bauer     | Hanseat                       | 8,241     | panamenho       |
| 12 Mar 1942 | Ernst Bauer     | Olga                          | 2,496     | norte-americano |
| 12 Mar 1942 | Ernst Bauer     | Texan                         | 7,005     | norte-americano |
| 13 Mar 1942 | Ernst Bauer     | Colabee (danificado)          | 5,518     | norte-americano |
| 3 Jun 1942  | Ernst Bauer     | Høegh Giant                   | 10,990    | noruguês        |
| 15 Jun 1942 | Ernst Bauer     | Dutch Princess                | 125       | britânico       |
| 16 Jun 1942 | Ernst Bauer     | Arkansan                      | ,997      | norte-americano |
| 16 Jun 1942 | Ernst Bauer     | Kahuku                        | 6,062     | norte-americano |
| 27 Jun 1942 | Ernst Bauer     | Leiv Eiriksson                | 9,952     | norueguês       |
| 29 Jun 1942 | Ernst Bauer     | Mona Marie                    | 126       | canadense       |
| 1 Jul 1942  | Ernst Bauer     | Warrior                       | 7,551     | norte-americano |
| 3 Jul 1942  | Ernst Bauer     | Gulfbelle (danificado)        | 7,104     | norte-americano |
| 1 Nov 1942  | Ernst Bauer     | George Thatcher               | 7,176     | norte-americano |
| 4 Nov 1942  | Ernst Bauer     | Oued Grou                     | 792       | britânico       |
| 5 Nov 1942  | Ernst Bauer     | New Toronto                   | 6,568     | britânico       |
| 30 Mai 1943 | Siegfried Kietz | Flora MacDonald (perda total) | 7,177     | norte-americano |
| 2 Jun 1943  | Siegfried Kietz | Standella (danificado)        | 6,197     | britânico       |
| Total       | Total           | Total                         | 163 688   |                 |